# Robert Walsingham (pirate)
Pour les articles homonymes, voir Walsingham (homonymie).
Robert Walsingham, aussi écrit Wallsingham, est un pirate anglais du XVIIe siècle, qui a été en activité dans les états barbaresques. Il a été le capitaine d'un men'o'war turc, dans lequel il aborda finalement en Irlande afin de se soumettre de son plein gré aux autorités. Il a été gracié en 1621 par Jacques Ier d'Angleterre, avec Henry Mainwaring, avec qui il avait collaboré, et a été accepté dans la Royal Navy.